# Cras-sur-Reyssouze
Pour les articles homonymes, voir Cras.
Cras-sur-Reyssouze (Crô en francoprovençal bressan) est une ancienne commune française, située dans le département de l'Ain en région Auvergne-Rhône-Alpes. Le 1er janvier 2019, elle devient commune déléguée et le chef-lieu de Bresse Vallons.

## Géographie
Cras-sur-Reyssouze fait partie de la Bresse.

## Histoire
Village mentionné dès le XIIIe siècle.
L’époque féodale est une période importante pour la création et la stabilisation de la toponymie.
Plusieurs explications sont proposées pour définir le sens du mot Cras :
- du point de vue géographique, « crasso » veut dire creux ;
- en langue celte, le « Crag » est un caillou ;
- en latin, « crassus » signifie gras, épais, ce qui dans le langage populaire, aboutit à « crasseux », cette « crasse » étant celle de nombreux marécages.

L’histoire de la commune est liée au développement et au destin de quatre fiefs (terre qu’un vassal tenait de son seigneur et en échange de laquelle il devait accomplir le service dû à celui-ci ) : la Beyvière, Lespiney, Langes et Pelachaz. Ce dernier, possession de Bâgé, disparut rapidement. Le fief de la Beyvière possédait une maison forte près de la Reyssouze, en ruine au XVIIe siècle. En 1769, la terre passe à la famille de Langes. Le fief de Langes : Les premiers seigneurs furent les Pelossards. En 1520, Jacques Pelossard échange son fief avec les frères Bon et Claude Curtil, qui possède un domaine à Cuet. Peu à peu, les seigneurs de Langes étoffent leurs possessions par divers achats sur Cras et ‘’Estré’’. Cette seigneurie fut érigée en baronnie en 1583. La fille aînée de Claude Curtil hérita de Langes qui revint ainsi à Jacques de Focrand, son mari ; leurs enfants vendirent cette terre à Pierre de Joly, seigneur de Choin dont les descendants restèrent barons de Langes jusqu’à la Révolution. L’Espiney possédait une maison forte. Antoine de Montferrand, seigneur d’Attignat, vendit cette terre à Guillaume du Bois, secrétaire du Duc de Savoie ; à son tour, son fils l’aliéna en 1490 à Louis d’Etrez ; ses héritiers revendirent cette terre à Claude de Pollia. En 1577, sa petite fille en hérite et épouse le seigneur de Cornaton, Marc Marie de Rissé. Le baron de Langes reprit cette terre en 1769.
À la fin de l’Ancien Régime, l’aisance est générale sauf pour les journaliers et les veuves, ce qui entraîna cet article du cahier de doléances de 1789 : « le ¼ des dîmes suffira à soulager le sort des pauvres, c’est-à-dire ceux qui sont dans l’impossibilité de vivre de leur travail à cause de leur vieillesse et de leur cras moulin de la verne 2 800x0 infirmité. Pour ceux qui sont en état de vivre de leurs travaux, ce serait injustice que de favoriser leur paresse, ainsi il faudra les emprisonner jusqu’à ce qu’ils reprennent l’amour du travail ». Cette âpreté entre-t-elle dans la légende faite aux gens de Cras, réputés batailleurs : « Les chats de Cras » ne trouvaient leurs maître qu’à Marboz… Vieilles traditions si chères à Prosper Convert, né au moulin de la Verne à Cras sur les bords de la Reyssouze : poète du terroir, il est devenu le « barde bressan ».
Par un arrêté préfectoral du 21 décembre 2018, Cras forme Bresse Vallons avec la commune déléguée d'Étrez au 1er janvier 2019.

## Toponymie

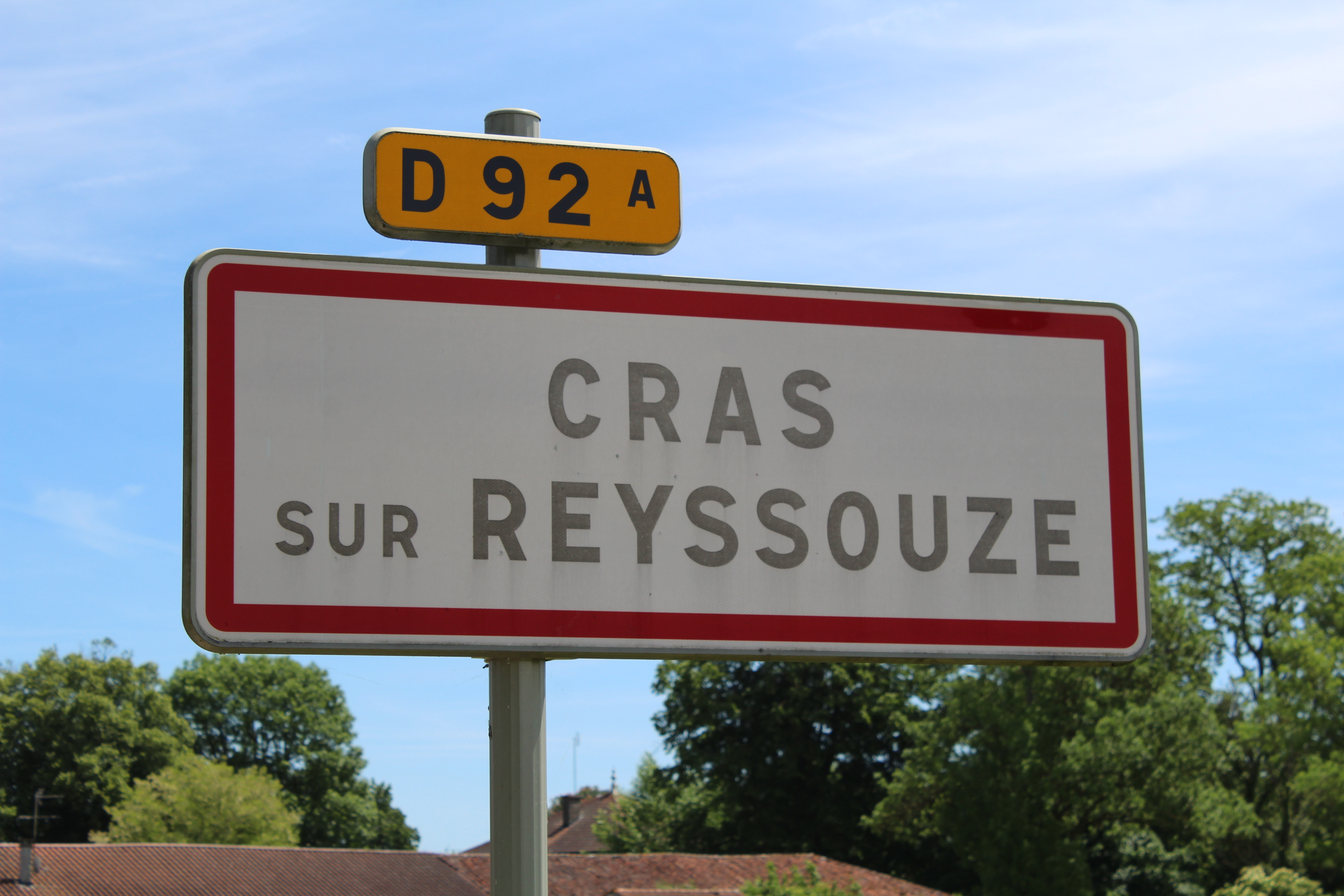
Panneau du village.

Le village mentionné dès le XIIIe siècle, plus précisément en 1272 sous le nom de Crasso. Sont évoqués Craz ou Cras en 1355. Depuis 1867, la commune s'appelle Cras-sur-Reyssouze, le conseil municipal avait ajouté « sur Reyssouze » pour éviter les erreurs préjudiciables à l’échange des correspondances.

## Politique et administration

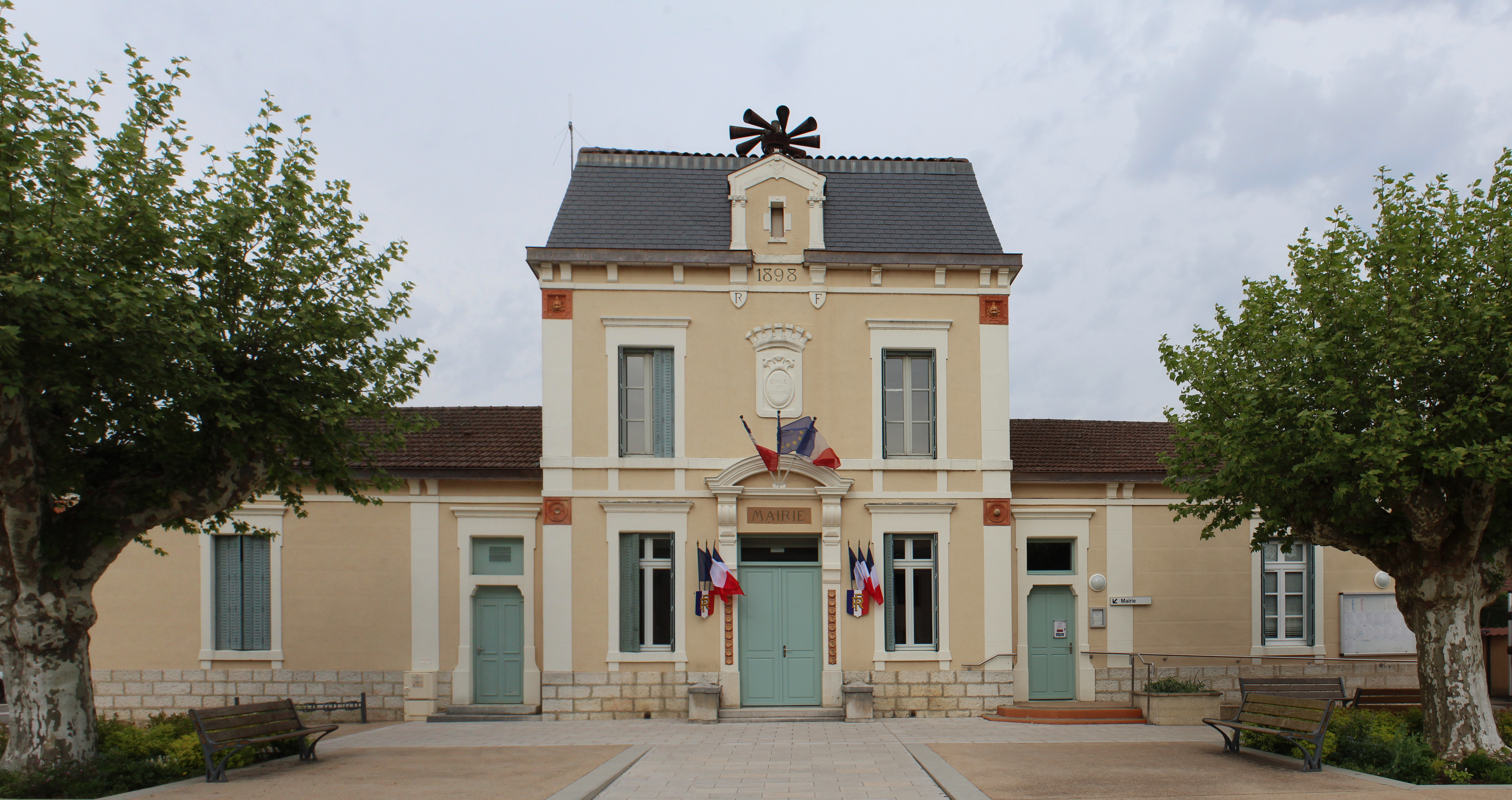
Mairie.

| Période                                  | Période | Identité         | Étiquette | Qualité       |
| ---------------------------------------- | ------- | ---------------- | --------- | ------------- |
| 1793                                     | 1794    | Dumas            |           |               |
| 1794                                     | 1795    | Gabriel Berger   |           |               |
| 1795                                     | ????    | Perrin           |           | agent         |
| 1796                                     | 1799    | Chanel           |           | agent         |
| 1799                                     | ????    | François Perrin  |           | agent         |
| 1800                                     | 1812    | Chanel Du Pugeat |           |               |
| 1812                                     | 1814    | Jean Caillot     |           |               |
| 1814                                     | 1816    | François Perrin  |           |               |
| 1816                                     | 1822    | Antoine Vavre    |           |               |
| Les données manquantes sont à compléter. |         |                  |           |               |
| 1983                                     | 1989    | André Nicolaï    | RPR       |               |
| 1989                                     | 2008    | Claude Marandet  |           | Réélu en 2001 |
| 2008                                     | 2019    | Gérard Perrin    | DVG       | Réélu en 2014 |

| Période      | Période  | Identité      | Étiquette | Qualité |
| ------------ | -------- | ------------- | --------- | ------- |
| janvier 2019 | En cours | Gérard Perrin |           |         |

## Démographie
L'évolution du nombre d'habitants est connue à travers les recensements de la population effectués dans la commune depuis 1793. Pour les communes de moins de 10 000 habitants, une enquête de recensement portant sur toute la population est réalisée tous les cinq ans, les populations de référence des années intermédiaires étant quant à elles estimées par interpolation ou extrapolation. Pour la commune, le premier recensement exhaustif entrant dans le cadre du nouveau dispositif a été réalisé en 2006.
En 2018, la commune comptait 1 501 habitants, en évolution de +9,72 % par rapport à 2012 (Ain : +5,15 %, France hors Mayotte : +2,11 %).
| 1793  | 1800  | 1806  | 1821  | 1831  | 1836  | 1841  | 1846  | 1851  |
| ----- | ----- | ----- | ----- | ----- | ----- | ----- | ----- | ----- |
| 1 370 | 1 270 | 1 313 | 1 229 | 1 251 | 1 200 | 1 230 | 1 213 | 1 217 |

| 1856  | 1861  | 1866  | 1872  | 1876  | 1881  | 1886  | 1891  | 1896  |
| ----- | ----- | ----- | ----- | ----- | ----- | ----- | ----- | ----- |
| 1 215 | 1 189 | 1 165 | 1 190 | 1 156 | 1 137 | 1 150 | 1 155 | 1 114 |

| 1901  | 1906  | 1911 | 1921 | 1926 | 1931 | 1936 | 1946 | 1954 |
| ----- | ----- | ---- | ---- | ---- | ---- | ---- | ---- | ---- |
| 1 080 | 1 043 | 996  | 936  | 922  | 888  | 835  | 760  | 702  |

| 1962 | 1968 | 1975 | 1982 | 1990 | 1999 | 2006  | 2011  | 2016  |
| ---- | ---- | ---- | ---- | ---- | ---- | ----- | ----- | ----- |
| 719  | 679  | 693  | 807  | 846  | 907  | 1 091 | 1 307 | 1 448 |

| 2018  | - | - | - | - | - | - | - | - |
| ----- | - | - | - | - | - | - | - | - |
| 1 501 | - | - | - | - | - | - | - | - |

## Lieux et monuments
Église néo-romane Saint-Pierre-Chanel du XIXe siècle.

## Vie locale

### Culture régionale
Cras se dit « Crô » en bressan (francoprovençal). Le nom apparaît dans une chanson en patois intitulée « Le felye de Crô » (Les filles de Cras).[réf. nécessaire]

### Associations sportives
Il existe un club de basket, le Sporting Club Cras (SCC) et un club de rugby, le Ballon Oval Cras (BOC), les Boules Lyonnaise (ABC).

## Personnalités liées à la commune
- Pierre Chanel (1803-1841) vécut à Cras, où il intègre l'école en 1814. Il quitte Cras en octobre 1819. Le 28 avril 1841, il trouve la mort à Futuna, au cours d'une mission évangélisatrice en Océanie. Il est canonisé par Pie XII en juin 1954.
- Prosper Convert, né à Cras.